# Eskvilin
Eskvilin (italijansko Esquilino) je eden od sedmih gričev Rima in velja za največjega med njimi. Njegovo ime izvira iz latinskega Mons Esquilinus. V višino meri 64 m.

## Zgodovina
Eskvilin je bil v antiki gosto poseljen in je bil znan po svojih vrtovih Horti Lamiani, kjer so arheologi našli številne umetniške in zgodovinske artefakte, vključno z znamenito Eskvilinsko Venero.

## Znamenitosti
Na Eskvilinu se nahaja več pomembnih znamenitosti, med njimi bazilika Santa Maria Maggiore, ena najpomembnejših cerkva v Rimu, ter Galijenov slavolok, ki je ostanek antičnih mestnih vrat Porta Esquilina. Poleg tega je na trgu Piazza Vittorio Emanuele II mogoče videti »Porta Magica«, zazidana vrata, ki so edini ostanek vile Palombara, povezane z alkimijo in ezoteričnimi znanji.